# Nosy Varika

Nosy Varika är en stad och kommun i Madagaskar som tillhör Nosy Varika-distriktet som är en del av Vatovavy-Fitovinany-regionen i Fianarantsoaprovinsen. Kommunens befolkning uppskattades till att vara ungefär 40,000 i den kommunala befolkningsmätningen 2001. 
Nosy Varika har en lokal flygplats och en flodhamn. Förutom primär utbildning erbjuder staden sekundär utbildning på både junior- och seniornivå. Staden har tillgång till sjukhus.  75 % av befolkningen arbetar med fiske. 20 % är bönder medan ytterligare 2 % får sin bärgning genom jordbruk.
Den viktigaste grödan är ris medan andra viktiga varor är kaffe, litchi och peppar. Servicejobb är sysselsättning för 3 % av befolkningen. 